# Nati nel 1664
| Questa pagina contiene informazioni ricavate automaticamente dalle voci biografiche con l'ausilio del template Bio e di un bot. L'aggiornamento è periodico e automatico e ricostruisce completamente la pagina. Se manca una persona in questa lista, sei pregato di non aggiungerla, ma accertati piuttosto che la sua voce biografica contenga il template Bio e che i dati anagrafici siano correttamente compilati. Se il template Bio manca, inseriscilo tu stesso o, in alternativa, metti l'avviso {{tmp\|Bio}} che ne segnala la mancanza. Se i dati riportati sono sbagliati, correggi direttamente la voce biografica; le modifiche saranno visibili in questa lista entro pochi giorni. Per chiarimenti vedi il progetto biografie. La lista contiene solo le 80 persone che sono citate nell'enciclopedia e per le quali è stato implementato correttamente il template Bio. Pagina aggiornata al 18 ago 2025. |

## Gennaio(5)
- 1º gennaio - Alvise Pisani, doge († 1741)
- 9 gennaio - Joseph Greissing, architetto tedesco († 1721)
- 17 gennaio - Antonio Salvi, librettista italiano († 1724)
- 20 gennaio - Gian Vincenzo Gravina, letterato e giurista italiano († 1718)
- 24 gennaio - John Vanbrugh, architetto e drammaturgo inglese († 1726)

## Febbraio(3)
- 14 febbraio - Pier-Sante Cicala, pittore italiano († 1727)
- 14 febbraio - Carlo Giuseppe Gonzaga, nobile italiano († 1703)
- 16 febbraio - Nicolas Fatio de Duillier, matematico e astronomo svizzero († 1753)

## Marzo(5)
- 6 marzo - Pierre Taffin, nobile e imprenditore francese († 1745)
- 12 marzo - Maurizio Guglielmo di Sassonia-Zeitz, nobile tedesco († 1718)
- 14 marzo - Silvio Stampiglia, librettista italiano († 1725)
- 20 marzo - Johann Baptist Homann, cartografo, editore e incisore tedesco († 1724)
- 29 marzo - Bernardo Maria Conti, cardinale e vescovo cattolico italiano († 1730)

## Aprile(5)
- 5 aprile - Elisabetta Teresa di Lorena, nobildonna francese († 1748)
- 6 aprile - Arvid Horn, diplomatico svedese († 1742)
- 29 aprile - Giovanni Giuliani, scultore e intagliatore italiano († 1744)
- 30 aprile - Francesco Luigi di Borbone-Conti, principe e generale († 1709)
- 30 aprile - Baldassarre Grasso, pittore italiano († 1714)

## Maggio(2)
- 21 maggio - Giulio Alberoni, cardinale e politico italiano († 1752)
- 30 maggio - Johann Kaspar II Cobenzl, nobile austriaco († 1742)

## Giugno(7)
- 3 giugno - Rachel Ruysch, pittrice olandese († 1750)
- 6 giugno - Paolo Bartolomeo Clarici, cartografo e botanico italiano († 1725)
- 13 giugno - Giovanni Antonio de Groot, pittore italiano († 1712)
- 13 giugno - Giovanni Ernesto di Nassau-Weilburg, principe tedesco († 1719)
- 15 giugno - Jean Meslier, filosofo e presbitero francese († 1729)
- 22 giugno - Giovanni Ernesto III di Sassonia-Weimar, duca tedesco († 1707)
- 24 giugno - Antonio Pacchioni, anatomista italiano († 1726)

## Luglio(5)
- 3 luglio - James Stanley, X conte di Derby, nobile e politico inglese († 1736)
- 6 luglio - Giovanni Pellegrino Dandi, giornalista, editore e presbitero italiano
- 15 luglio - Giacomo Francesco Cipper, pittore austriaco († 1736)
- 18 luglio - Francesco Luigi del Palatinato-Neuburg, arcivescovo cattolico tedesco († 1732)
- 20 luglio - Cornelia Zangheri Bandi, nobile italiana († 1731)

## Agosto(5)
- 2 agosto - Filippo Reinardo di Hanau-Münzenberg, conte tedesco († 1712)
- 4 agosto - Louis Lully, compositore francese († 1734)
- 6 agosto - Johann Christoph Schmidt, compositore e direttore d'orchestra tedesco († 1728)
- 20 agosto - János Pálffy, generale austriaco († 1751)
- 29 agosto - Giuseppe Torretti, scultore e intagliatore italiano († 1743)

## Settembre(10)
- 5 settembre - Vincenzo Ludovico Gotti, cardinale e teologo italiano († 1742)
- 5 settembre - Charlotte Lee, contessa di Lichfield, nobile inglese († 1718)
- 5 settembre - Louis Antoine de Pardaillan de Gondrin, nobile francese († 1736)
- 6 settembre - Marcellino Corio, cardinale italiano († 1742)
- 7 settembre - Lorenzo Maria Mariani, religioso, antiquario e genealogista italiano († 1738)
- 11 settembre - Filippo Erasmo del Liechtenstein, principe e generale austriaco († 1704)
- 18 settembre - Anton Maria Maragliano, scultore italiano († 1739)
- 18 settembre - Gualtiero Francesco Saverio di Dietrichstein, nobile boemo († 1738)
- 21 settembre - Sinibaldo Doria, cardinale e arcivescovo cattolico italiano († 1733)
- 23 settembre - Girolamo Alessandro Cappellari Vivaro, storico italiano († 1748)

## Ottobre(5)
- 12 ottobre - Praskov'ja Fëdorovna Saltykova, nobile russa († 1723)
- 17 ottobre - Diego de Astorga y Céspedes, cardinale e arcivescovo cattolico spagnolo († 1734)
- 18 ottobre - George Compton, IV conte di Northampton, nobile inglese († 1727)
- 26 ottobre - Antoine-François de Laval, cartografo e astronomo francese († 1728)
- 29 ottobre - Pietro Galletti, vescovo cattolico italiano († 1757)

## Novembre(3)
- 4 novembre - Carlo Francesco Giocoli, vescovo cattolico italiano († 1723)
- 11 novembre - René-François de Beauvau du Rivau, arcivescovo cattolico francese († 1739)
- 24 novembre - Margherita Maria Farnese, nobile italiana († 1718)

## Dicembre(4)
- 8 dicembre - Nuno da Cunha e Ataíde, cardinale e vescovo cattolico portoghese († 1750)
- 13 dicembre - Carlotta Giovanna di Waldeck-Wildungen, nobile tedesca († 1699)
- 18 dicembre - Archibald Primrose, I conte di Rosebery, nobile e politico scozzese († 1723)
- 26 dicembre - Johann Melchior Dinglinger, orafo tedesco († 1731)

## Senza giorno specificato(21)
- Ferrante Amendola, pittore italiano († 1724)
- Urbano Barberini, III principe di Palestrina, nobile italiano († 1722)
- Francesca Maria Apolline Biancolelli, attrice teatrale italiana († 1747)
- Giacomo Bolognini, pittore italiano († 1734)
- William Bromley, politico inglese († 1732)
- Francesco de' Ficoroni, antiquario e archeologo italiano († 1747)
- Pablo González Velázquez, scultore spagnolo († 1727)
- Nicolaes Hooft, pittore e illustratore olandese († 1748)
- John Jennings, ammiraglio e politico inglese († 1743)
- Matthieu Marais, giurista e scrittore francese († 1737)
- Michele Mascitti, violinista e compositore italiano († 1760)
- William Mountfort, attore teatrale e drammaturgo inglese († 1692)
- Mustafa II, sultano ottomano († 1703)
- Lev Kirillovič Naryškin, politico russo († 1705)
- Matthew Prior, letterato britannico († 1721)
- Daniel Purcell, compositore e organista inglese († 1717)
- Andreas Schlüter, scultore e architetto tedesco († 1714)
- Torii Kiyonobu I, pittore giapponese († 1729)
- Jorge de Villalonga, avvocato e generale spagnolo
- Conrad Zellweger, politico svizzero († 1741)
- François Xavier d'Entrecolles, gesuita francese († 1741)